# Sjo Diederen
Josephus Antonius Marie (Sjo) Diederen (Brunssum, 20 maart 1930 - Waterland, 23 januari 1996) was een Nederlands politicus van het CDA.
Zijn vader was ambtenaar bij de gemeente Brunssum. Sjo Diederen is afgestudeerd in de sociale geografie aan de Rijksuniversiteit Utrecht en was rector op de katholieke middelbare school St. Michaël College in Zaandam. In november 1981 werd Diederen benoemd tot burgemeester van Monnickendam als opvolger van Jan Frans de Groot die 65 was geworden. De Groot was sinds 1958 burgemeester van Monnickendam en Katwoude en bleef toen aan als waarnemend burgemeester van Katwoude. Vanaf januari 1990 was Diederen tevens de waarnemend burgemeester van Katwoude. Een jaar later was er een gemeentelijke herindeling waarbij (delen van) o.a. Broek in Waterland, Marken, Monnickendam en Katwoude fuseerden tot de gemeente Waterland waarvan hij de burgemeester werd. In 1995 ging hij met pensioen en begin 1996 overleed hij op 65-jarige leeftijd.